# Ifsar
Ifsar je naseljeno mjesto u općini Čajniču, Republika Srpska, BiH. Ifsar je pogranično mjesto s Crnom Gorom. Nalazi se uz istoimenu rijeku blizu njene sutoke sa Somunskim potokom u rijeku Slatinu.
Godine 1985. nije zahvaćeno preorganizacijom općine Čajniče.(Sl.list SRBiH, br.24/85).

## Stanovništvo
| Narod     | Popis 1961. | Popis 1971. | Popis 1981. | Popis 1991. |
| --------- | ----------- | ----------- | ----------- | ----------- |
| Hrvati    |             |             |             |             |
| Muslimani | 53          | 66          | 61          | 34          |
| Srbi      | 103         | 74          | 52          | 38          |
| ostali    |             | 1           |             |             |
| Ukupno    | 156         | 141         | 113         | 72          |